# Plastinarium

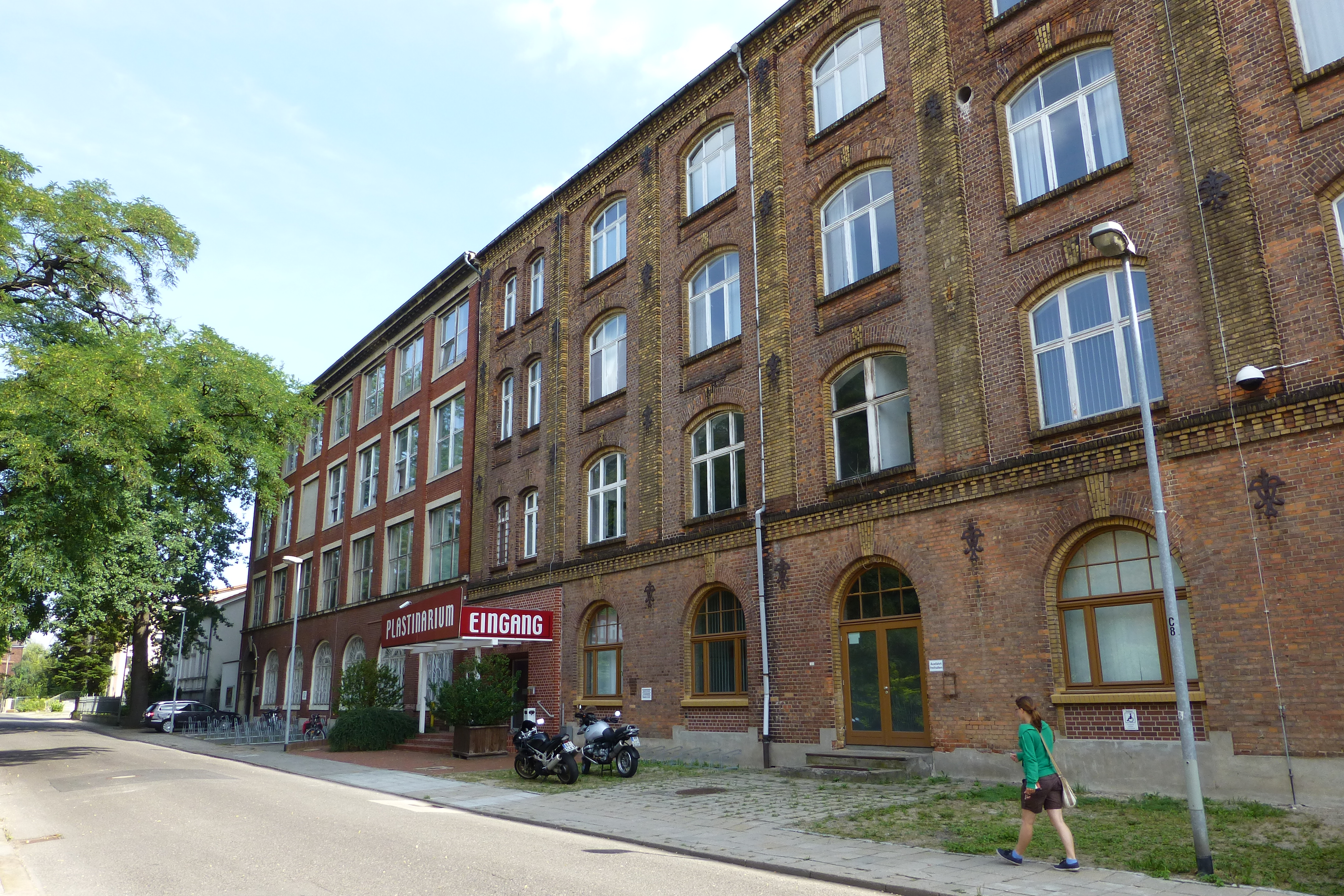
Budynek Plastinarium w Guben

Plastinarium – znajdujący się w niemieckim mieście Gubin ośrodek preparacji głównie ludzkich zwłok, z zastosowaniem techniki zwanej plastynacją.
Ośrodek o charakterze muzealnym i naukowym, otwarty 17 listopada 2006 przez dra Gunthera von Hagensa, jest placówką zależną i powiązaną z Instytutem Plastynacji w Heidelbergu, należącym do dra von Hagensa. Placówka zajmuje się plastynacją zwłok, gromadzeniem i przygotowywaniem eksponatów na wystawy Body Worlds oraz ma charakter otwartego ośrodka informacyjnego prezentującego działalność jej założyciela. Ponadto organizuje okresowe spotkania osób zainteresowanych donacją swojego ciała po śmierci na potrzeby Plastinarium.
Plastinarium zostało uruchomione w niemieckim mieście Guben, leżącym przy wschodniej granicy z Polską i graniczącym z miastem Gubin. Pierwotnie, w roku 2005 ośrodek plastynacji miał powstać w polskiej miejscowości Sieniawa Żarska w woj. lubuskim, położonej ok. 90 km od Gubina. W nowo zagospodarowanym obiekcie po PGR-ze miało znaleźć docelowo zatrudnienie ok. 300 osób. Jednak sprzeciwy lokalnej społeczności, motywowane światopoglądowo, doprowadziły do wydania przez lokalne władze zakazu budowy Plastinarium na terenie Sieniawy Żarskiej.
Ośrodek plastynacji w Gubinie prezentuje po raz pierwszy w jednym miejscu stacjonarną wystawę anatomiczną „BODY WORLDS. The Anatomical Exhibition of Real Human Bodies” (nie będącą elementem wersji ruchomej Body Worlds), z plastynatami całego ciała oraz dostępną dla zwiedzających tzw. szklaną pracownię. W tym dziale można obserwować na żywo powstawanie plastynatów, śledzić kolejne fazy przetwarzania zmarłego w plastynat: od preparacji anatomicznej do gotowego eksponatu.
W Plastinarium, byłej fabryce sukna wełnianego (niem. Gubener Wolle), na powierzchni ponad 2500 m² zwiedzający mają wgląd w procesy preparacji ciał oraz ich konserwacji jako plastynatów (np.: szkielety i przezroczyste plastry ciała, jak i całe narządy wewnętrzne). W sumie można obejrzeć 150 preparatów pojedynczych narządów ludzkich, oraz około 15 plastynatów całego ciała człowieka.
W ośrodku znajdują się: dział udostępniający wiedzę z historii anatomii oraz pomieszczenia, w których zwiedzający może przygotować się do kontrolowania swoich reakcji przed przystąpieniem do oglądania ludzkich szczątków. Miejsce to pozwala na odpowiednio wczesne zrezygnowanie z kontynuacji zwiedzania w przypadku pojawienia się oporów natury światopoglądowej lub reakcji emocjonalnej.
Organizator ośrodka, dr von Hagens, swoją działalność motywuje m.in. chęcią zmiany stosunku ludzi do śmierci, odtabuizowania ludzkiego ciała po śmierci i zaprzestania postrzegania człowieka po śmierci jako coś obrzydliwego czy nieestetycznego.
Miejsce to jest alternatywą dla osób, które nie chcą po swojej śmierci tradycyjnego pogrzebu i bezpowrotnego zniszczenia swego ciała. Tzw. donator może zadeklarować, aby jego ciało zostało po śmierci poddane plastynacji, by tym sposobem pozostać w świecie żywych jako eksponat wystawy Body Worlds. Do osób, które się na to zdecydowały, należy m.in. Hans Guido Mutke, zmarły w 2004 r. niemiecki pilot, który pierwszy przekroczył barierę dźwięku.
W magazynach Plastinarium są gromadzone i przygotowywane eksponaty wchodzące w skład wszystkich pięciu ruchomych wersji wystawy Body Worlds. Plastinarium zajmuje się też ich konserwacją.